# Gavarnie-Gèdre
Gavarnie-Gèdre ist eine Gemeinde in den französischen Pyrenäen und in Okzitanien. Sie gehört zur gleichnamigen Verwaltungsregion, zum Département Hautes-Pyrénées, zum Arrondissement Argelès-Gazost und zum Kanton La Vallée des Gaves. Sie grenzt
- im Süden an Spanien mit Torla-Ordesa, Fanlo und Bielsa,
- im Westen an Cauterets,
- im Norden an Luz-Saint-Sauveur,
- im Osten an Aragnouet.

Sie entstand als Commune nouvelle mit Wirkung vom 1. Januar 2016 durch die Zusammenlegung der bisher eigenständigen Gemeinden Gavarnie und Gèdre.

## Gliederung

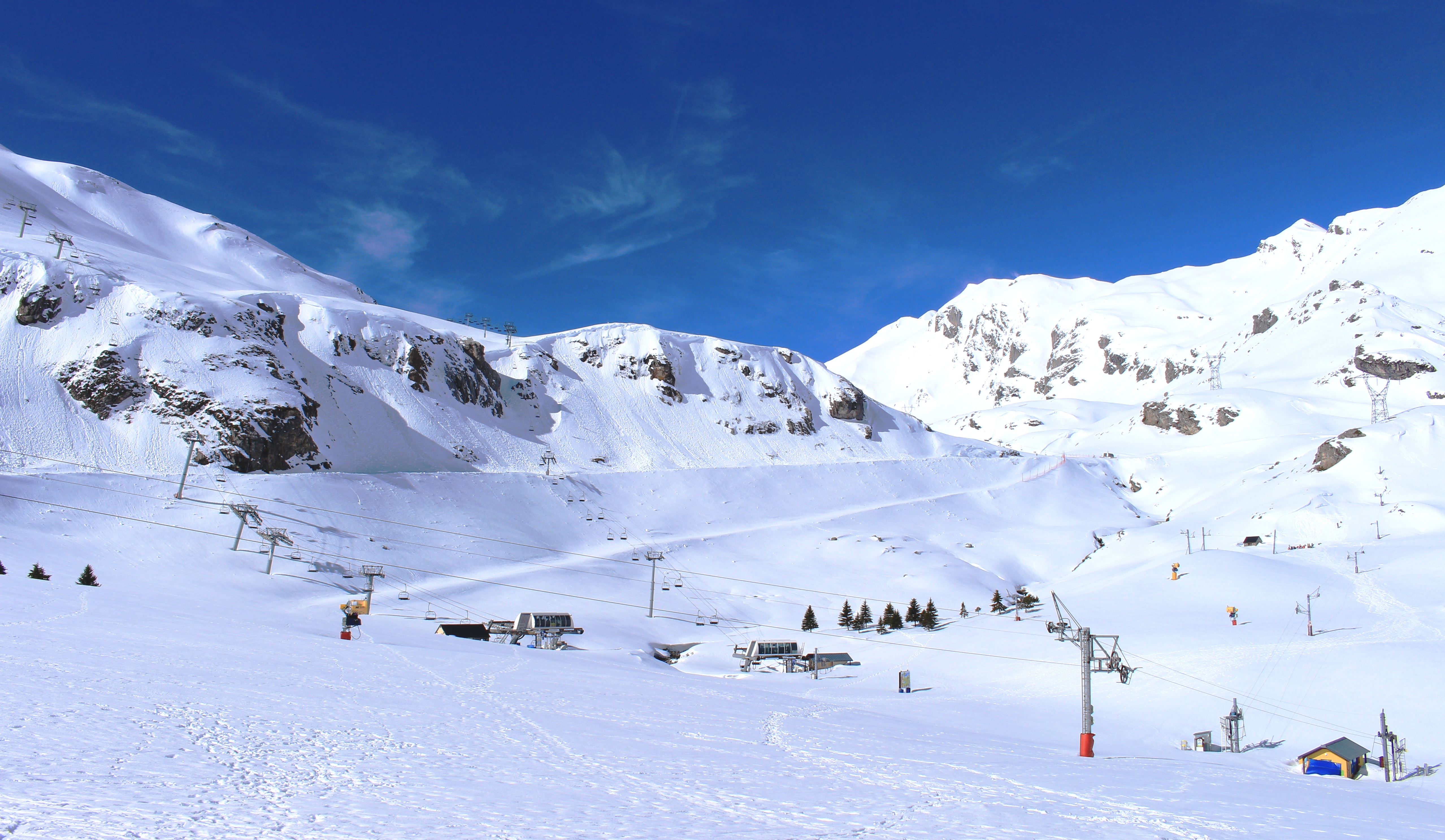
Das Skigebiet von Gavarnie-Gèdre

| Ortsteil                   | ehemaliger INSEE-Code | Fläche (km²) | Einwohnerzahl (2016) |
| -------------------------- | --------------------- | ------------ | -------------------- |
| Gavarnie                   | 65188                 | 082,54       | 117                  |
| Gèdre (Verwaltungssitz)000 | 65192                 | 144,57       | 235                  |